# 狐狸座CK
狐狸座CK (也稱為1670狐狸座新星)被認為是最古老的可靠新星記錄。它由一個緊湊的中心物體組成，周圍環繞著一個雙極星雲。
模型表明狐狸座CK可能不是一顆經典的新星；相對的，它在分類上可能會被歸類是一顆亮紅新星；這是兩顆主序星碰撞和合併的結果。2018年的一項研究發現，這很可能是一顆白矮星和一顆褐矮星不尋常碰撞的結果。2020年的一篇論文排除了這一機制，並提出狐狸座CK是一個中間亮度光學瞬變，即超新星和新星之間光度間隙中的物體。

## 噴發史

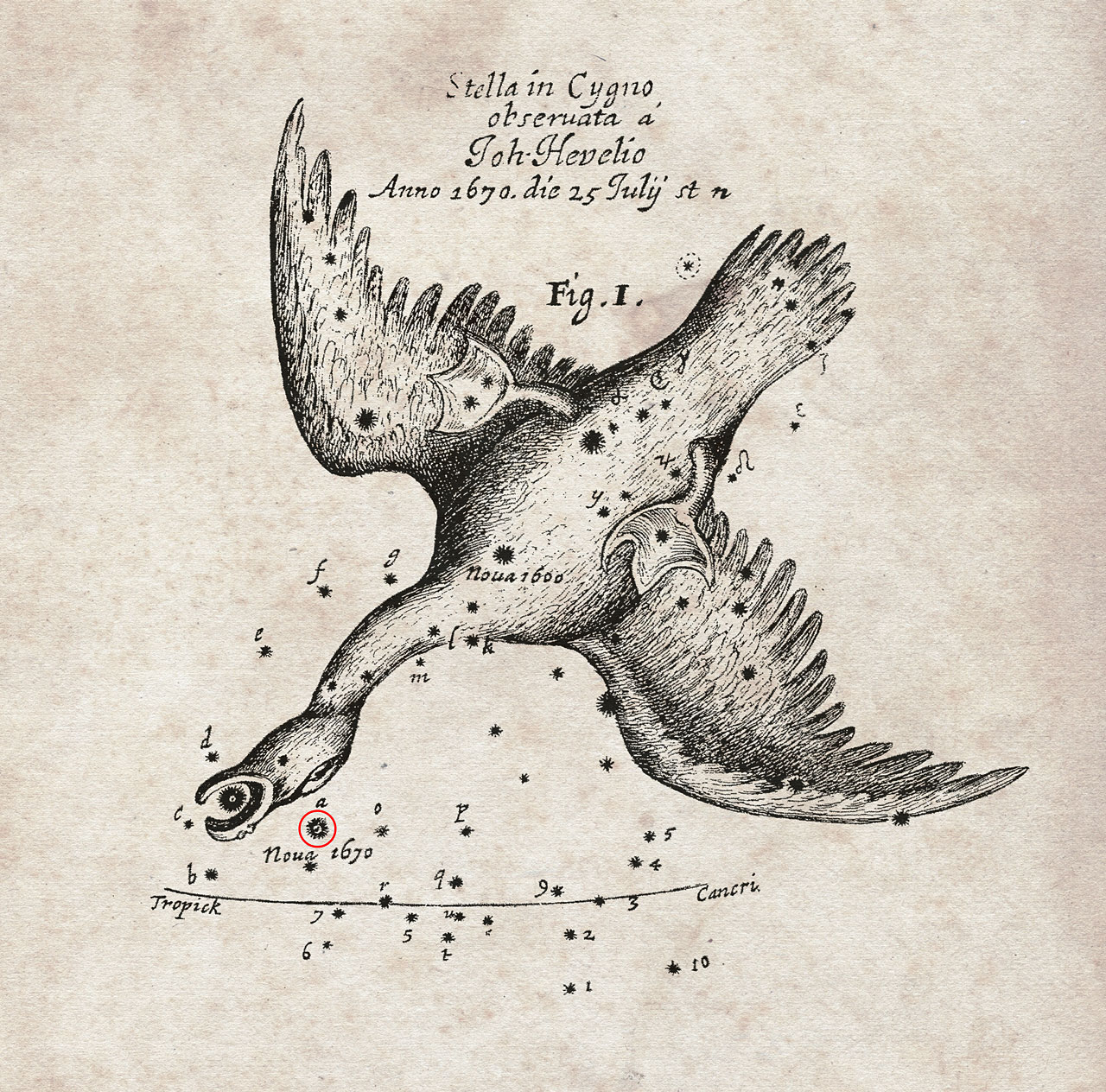
位置在輦道增七(天鵝座β)附近的1670年新星。

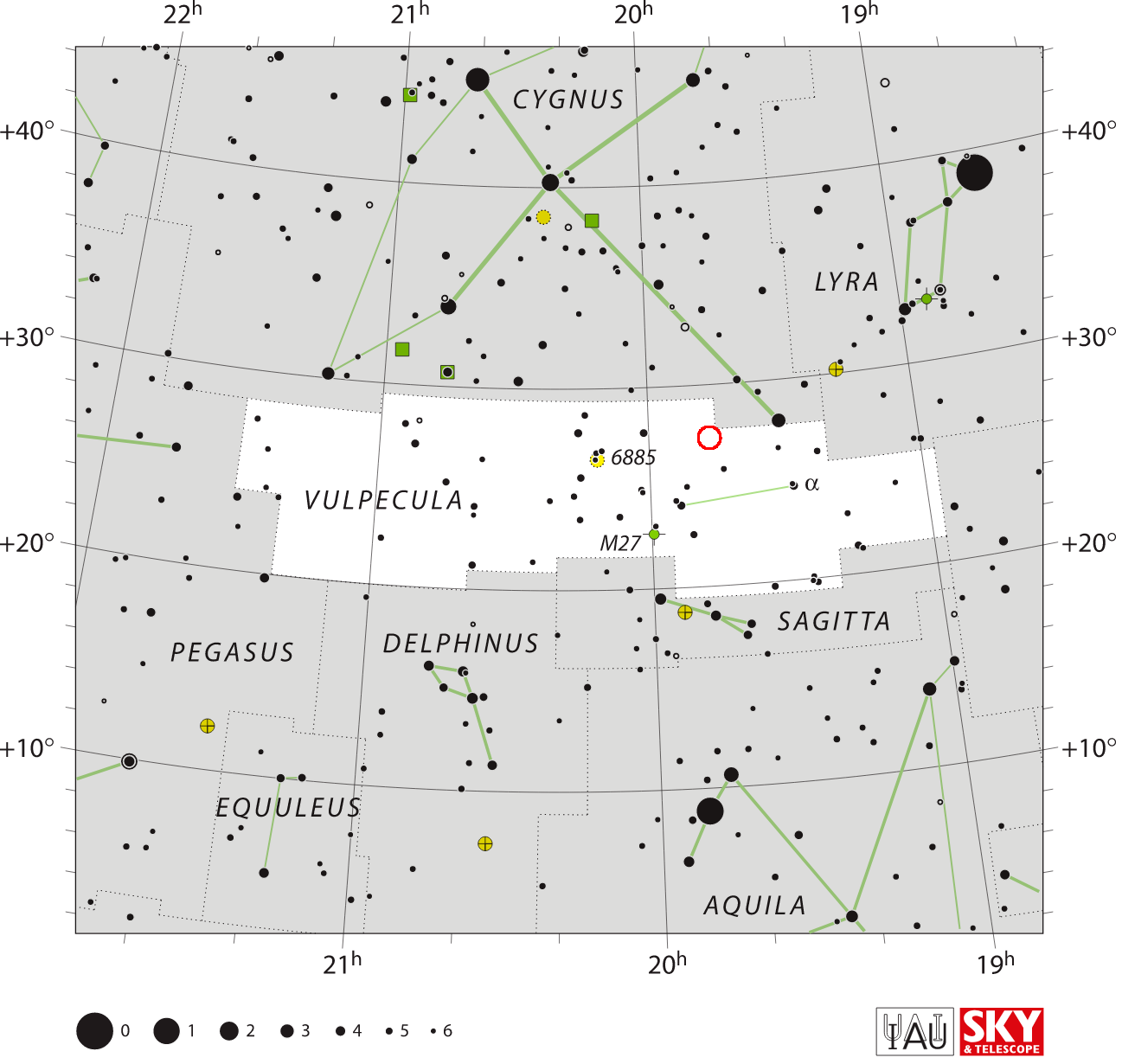
狐狸座CK的位置(紅圈標示)。

狐狸座CK是安特爾梅·沃伊特在1670年6月20日發現的，約翰·赫維留斯也在7月25日獨立發現它。它被發現時的最大量度大約為3等星，之後逐漸變暗。在1671年3月，再次觀測到這顆星的最大量度達到2.6等。之後，赫維留斯和卡西尼在整個春季和夏季持續觀察它，直到1671年8月下旬它從肉眼的視野中消失為止。1672年3月，赫維留斯最後一次觀測到微弱可見，最大亮度大約在5.5至6等的這顆恆星。最後，在5月下旬從視野中消失。
這是第一顆有多種可靠觀測的新星。下一顆有全面記錄的新星是蛇夫座V841。

## 識別

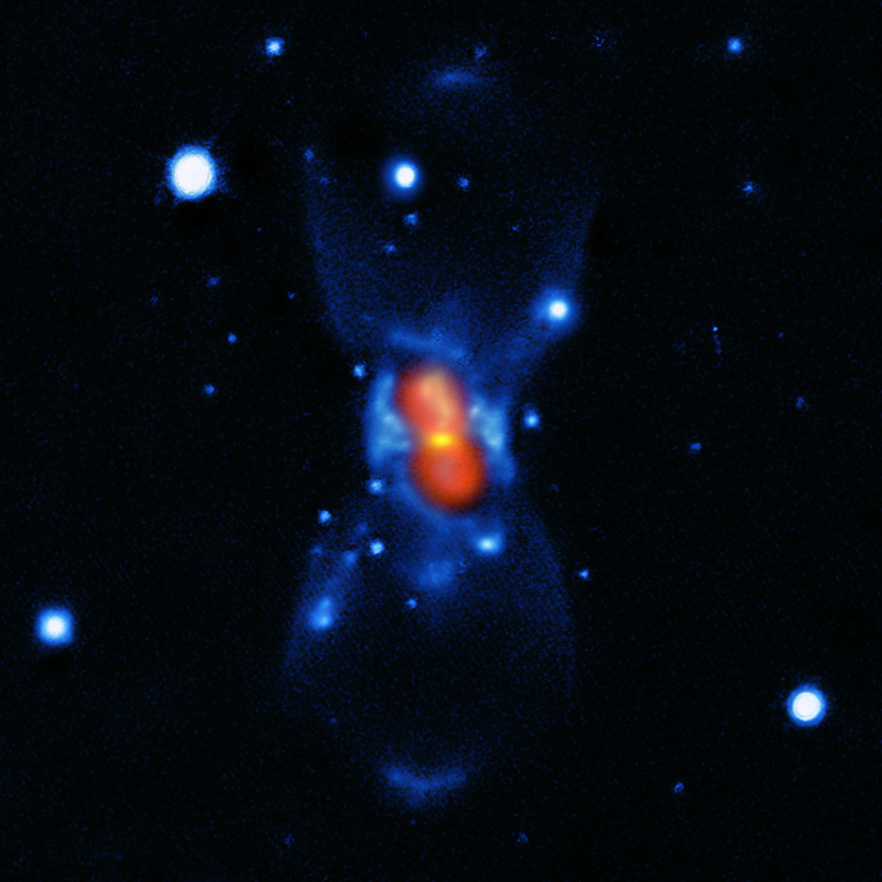
可見光為藍色，次毫米輻射圖為綠色，分子發射為紅色的狐狸座CK假色圖。

在那個年代，約翰·佛蘭斯蒂德一直在精心製作他的星表，他將這顆星命名為狐狸座11。後來，因為它已經幾個世紀沒有被發現，英國天文學家弗朗西斯·貝利稱它為佛蘭斯蒂德失落的恆星之一。
在1981年，在一個小星雲中心附近的一個點源被確認為狐狸座CK，估計它的紅星等為20.7等。後來的觀測對此一身分表示懷疑，現在知道它是一顆背景天體。這顆天體和另一顆恆星被認為是通過與狐狸座CK有關的緻密星雲被看到，這使它們的亮度發生巨大的變化。
狐狸座CK現在是一個緻密的中心天體，氣體以大約210 km/s的速度流出，進入一個雙極。在1980年代，它位於70角秒的雙極星雲內，距離中心15角秒之處。在這個星雲的中心可以看到一個緊湊的電波元和一顆紅外線點源，但在可見光的波長上還沒有探測到。星雲的電離作用和它的電波發射表明，中心輻射源仍然非常熱，而且相對明亮。  從地球的角度看，它要麼在冷塵埃雲(〜15K)的內部，要麼在它的前面。與氧比較，附近的分子氣體富含氮。

## 性質

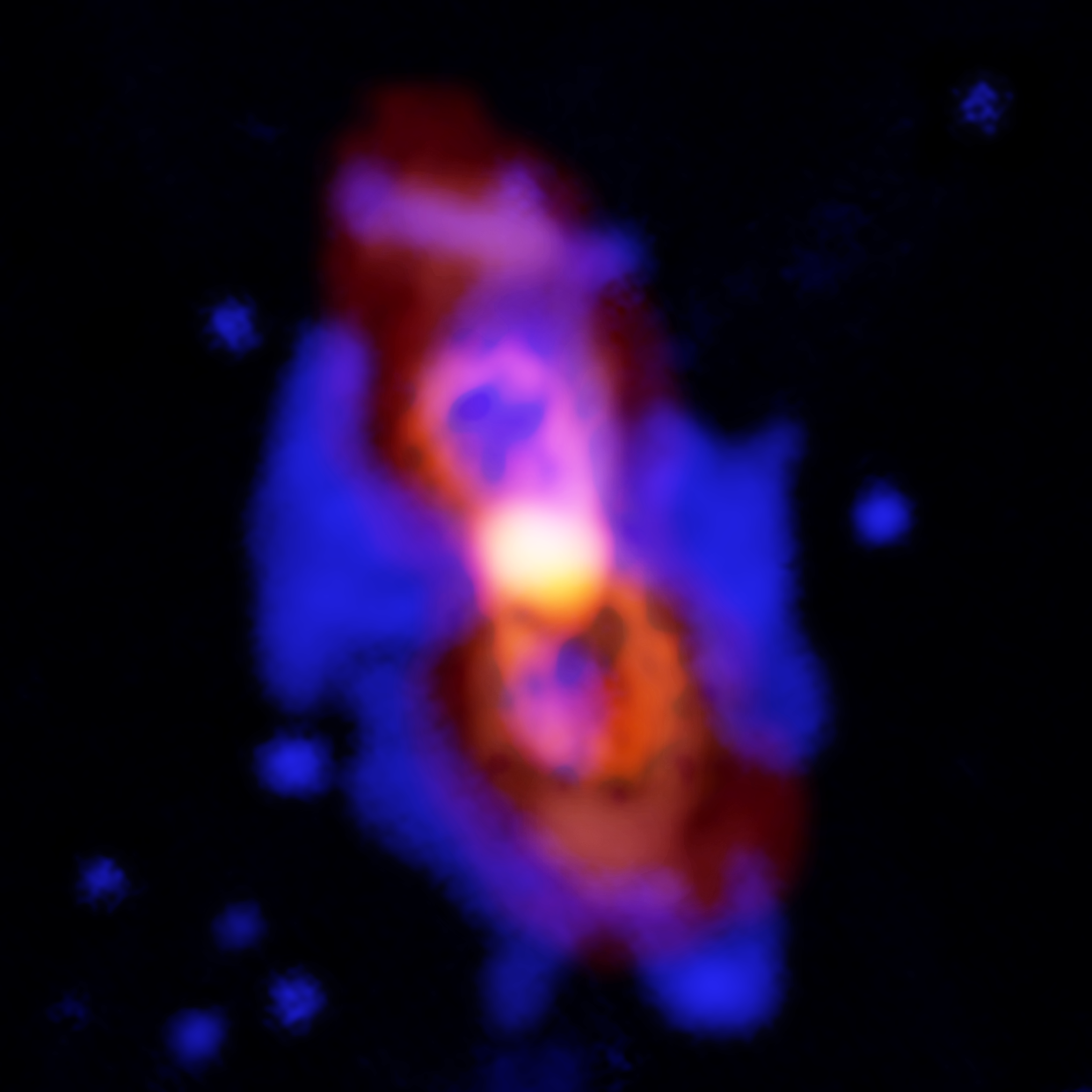
恆星碰撞殘骸中的放射性分子。

根據塵埃的紅外輻射，中心天體的光度約為0.9 L☉。為觀測到的星雲提供亮度所需的能量，是以60,000K的物體，3 L☉計算的。在它噴發的時候，狐狸座CK的光度經由計算至少是7,000,000 L☉。  在光譜中已知的離子發射線和紅外中未知的吸收特徵表明溫度在14,000K和100,000K之間。
天文學家利用ALMA和北方擴展毫米波陣列(NOEMA)電波望遠鏡研究狐狸座CK，發現了第一個令人信服在地球的太陽系外放射性碎片證據。所討論的分子是由13個質子和13個中子的鋁放射線同位素與氟原子結合而成。

## 噴發的性質
在過去，曾提出合併的亮紅新星是非常晚期的熱脈衝或擴散誘導新星都被提出，但所有的這些解釋都存在問題。2018年，利用ALMA對星雲剩餘的結構和同位素豐度進行分析後，得出這顆新星和相關的星雲是由1670年至1672年間，由白矮星和棕矮星不尋常的合併造成。但是，2020年的一篇論文排除了這一點，因為狐狸座CK的距離太遠，使得內在能量的釋放對恆星合併來說是太大了。相對的，2020年的論文得出的結論是狐狸座CK的爆發，是一個原因不明的中間亮度光學瞬變 。

## 外部連結
- http://www.space.com/28907-oldest-nova-astronomy-mystery.html （页面存档备份，存于）
- http://www.sci-news.com/astronomy/science-ground-based-telescopes-nova-ck-vulpeculae-02626.html （页面存档备份，存于）
- https://www.astronews.ru/cgi-bin/mng.cgi?page=news&news=11336 （页面存档备份，存于）